# Андреев, Владимир Петрович
Владимир Петрович Андреев (24 июля 1910 — 24 октября 1955) — советский башкирский художник, председатель правления Союза художников Башкирской АССР (1952—1955).

## Биография
Родился 24 июля 1910 года в Уфе.
В 1930 году окончил Уфимский техникум искусств, художественное отделение. В том же году вступил в ОМАХРР (Объединение молодёжи Ассоциации художников революционной России (с 1928 — Объединение молодёжи Ассоциации художников революции) и участвовал на его выставках.
Жил и работал в г. Уфе. Член Союза художников СССР с 1937 года. С 1930 года — участник республиканских, межобластной, декадной и всероссийских выставок.
Живописец: пейзажист, жанрист, портретист, один из основоположников индустриального пейзажа. Творчество Владимира Петровича Андреева связано с темой индустриализации Башкирии. Художник всю свою короткую жизнь посвятил изображению жизни преобразованной республики. Таковы его разномасштабные произведения «Туймазанефть»., «Дадим стране чёрное золото», «У эстакады» и т. д.
Андреев В. П. активно участвовал в общественной жизни коллектива художников: шефская работа (1941—1945 гг.), зам. председателя, а затем — председатель правления СХ Башкирской АССР (1952—1955), председатель правления товарищества «Башхудожник» (1949—1951).
Умер 24 октября 1955 года в г. Октябрьский, похоронен в г. Уфе.
Картины художника находятся в Художественном музее им. М. В. Нестерова в Уфе, частных коллекциях.

## Основные работы
Роспись «Нефтеразведка», Башкирский павильон ВСХВ, Москва, 1938—1939.
Роспись «Второе Баку», Башкирский павильон ВСХВ, Москва, 1951—1953.
Проводы на фронт, х., м., 1942—1943. Концерт в госпитале, х. м., 1945. Открытое окно, х. м., 1947. Песня курая, х. м., 1947. Портрет дочери, х. м., 1947. Ишимбай, х. м., 1948. Туймазанефть, х. м., 1949. Натюрморт, х. м., 1949. Панно «Промышленность Башкирии», Совет Министров БАССР, зал заседаний, Уфа, х. м., 1950. Ишимбаевские нефтепромыслы, х. м., 1953. Лето, х. м., 1953. Дадим стране чёрное золото, к. м., 1953. На эстакаде, х. м., 1954. Весна в Уфе, х. м., 1954—1955. Ишимбайнефть, х. м., 1954. На трудовую вахту, х. м., 1955.

## Выставки
- C 1937 по 1955 годы участвовал на всех республиканских выставках башкирского советского искусства, Уфа.
- Молодёжная выставка работ периферийных художников, Москва, 1940.
- Выставка периферийных художников РСФСР, Москва, 1946.
- Межобластная выставка в г. Казани, 1947.
- Декадная выставка произведений башкирского искусства в Москве, 1955.
- Посмертная персональная выставка, Уфа, 1956.
- Выставка произведений художников БАССР, посвященная 100-летию со дня рождения В. И. Ленина (посмертно), Ульяновск, 1970.
- Персональная выставка, посвященная 10-летию со дня смерти, Уфа, 1966.
- Персональная выставка (посмертно), Уфа, 1972.
- Республиканские выставки художников БАССР, Уфа, 1959, 1960, 1963, 1965, 1972 (посмертно).
- Выставка произведений художников автономных республик РСФСР (посмертно), Москва, 1971.

## Награды
- Орден «Знак Почёта» (1955).